# Pismo mon

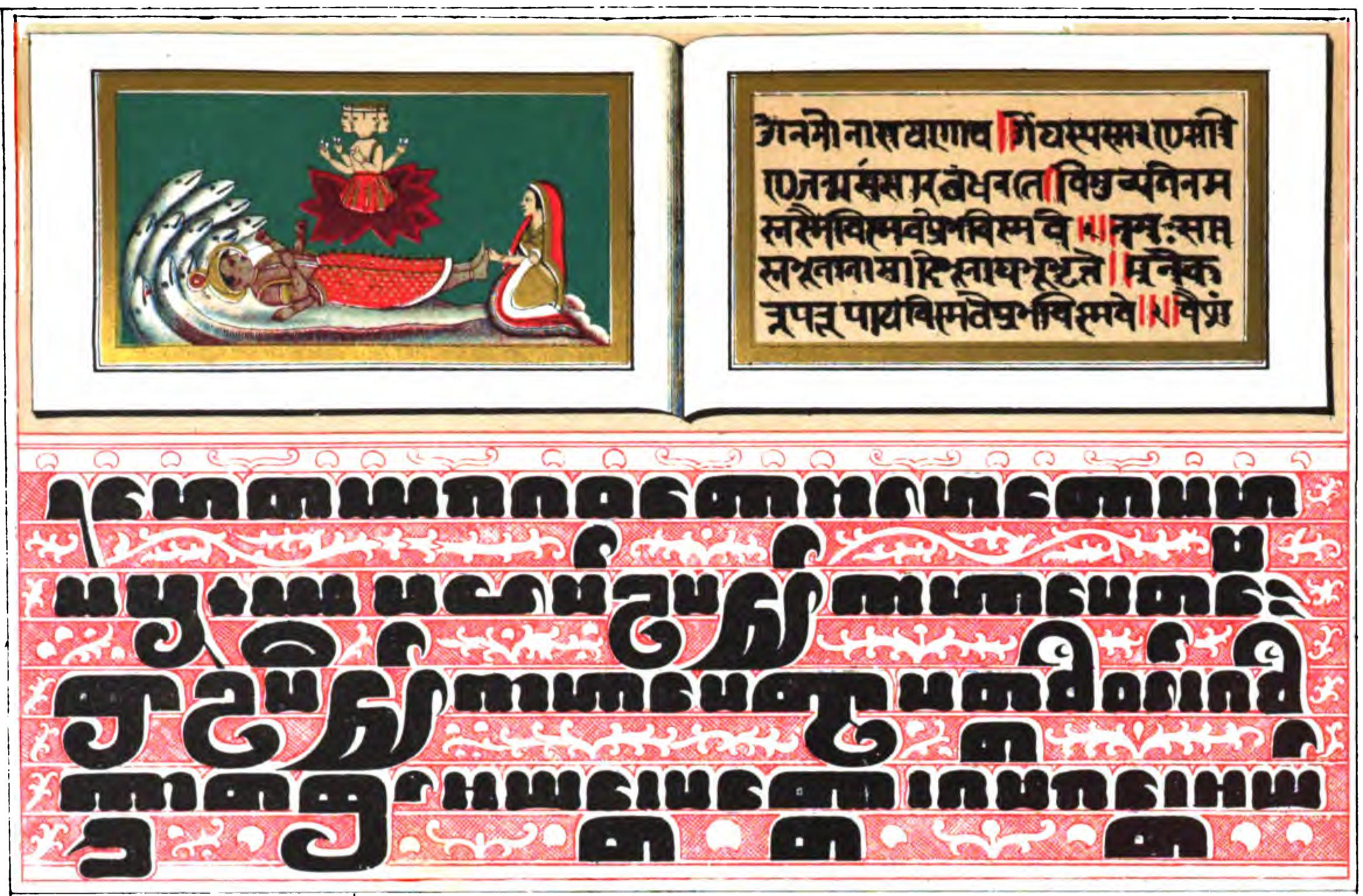
Tekst górny w piśmie dewanagari, dolny w starym piśmie mon

Pismo mon, pismo mońskie – alfabet sylabiczny wywodzący się z południowo-indyjskiego pisma Pallawa, używany do zapisu języka mon na terenie Birmy.
Z dawnego pisma mon wywodzi się współczesne pismo birmańskie oraz pismo lanna w północnej Tajlandii. Od pisma birmańskiego pismo mońskie odróżnia duża liczba tzw. ligatur, czyli kombinacji liter oddających zbitki spółgłoskowe.